# ستيفن برودسكي
ستيفن برودسكي (بالإنجليزية: Stephen Brodsky)‏ هو عازف قيثارة أمريكي، ولد في 1979.

## وصلات خارجية
- ستيفن برودسكي على موقع ميوزك برينز (الإنجليزية)
- ستيفن برودسكي على موقع أول ميوزيك (الإنجليزية)
- ستيفن برودسكي على موقع ديسكوغز (الإنجليزية)
- ستيفن برودسكي على موقع ديسكوغز (الإنجليزية)